# Cal Carulla (Guissona)
Cal Carulla és una obra del municipi de Guissona (Segarra) protegida com a bé cultural d'interès local.

## Descripció
Gran edifici de pedra arrebossada situat a la cantonada entre el C/ Raval Coma i el C/ 11 de setembre. Consta de tres pisos i unes golfes. A la planta baixa trobem tres portes de garatge rectangulars i una quarta d'arc escarser. A través de la tercera d'aquestes portes s'accedeix al "Pub l'espill". A la primera planta tres portes balconeres amb llinda i barana de forja i una finestra rectangular. Les quatre obertures estan emmarcades per grans carreus de pedra ben escairats.
En el segon pis quatre finestres rectangulars senzilles envoltades per carreus de pedra, la quarta de les finestres presenta una petita obertura a sobre, que fa pensar que el cos sencer de la banda dreta va ser construït amb posterioritat, ja que presenta diferències en els tres pisos. Pel que fa a la façana lateral, que mira al C/ 11 de setembre, s'observen quatre finestres al primer pis i tres al segon. A les golfes una obertura moderna amb arc de mig punt.
La façana posterior presenta una àmplia galeria al primer pis, composta per tres arcs de mig punt envoltats per carreus, i tres finestres quadrades a la segona planta. Dins d'aquesta galeria es poden observar unes rajoles de ceràmica pintades i un sostre arquitravat amb grans bigues de fusta a la vista.